# Honda CBR1100XX
Honda CBR1100XX Super Blackbird je bil športni motocikel, ki ga je proizvajala Honda v letih 1996−2008. S CBR1100XX so hoteli konkurirati Ninji ZX-11 za naslov najhitrejšega serijsko proizvajanega motocikla. Na koncu je s hitrostjo 287,3 km/h zmagala Honda, vendar je dve leti pozneje Suzuki izdelal še hitrejši motocikel Suzuki Hayabusa z najvišjo hitrostjo 312 km/h. Ime Blackbird so izbrali po Mach 3 letalu Lockheed SR-71.

## Specifikacije
- Proizvajalec: Honda
- Oznaka: CBR1100XX, tudi Super Blackbird
- Motor:	1137 cc, DOHC, 4-valjni vrstni, 16.-ventilni, tekočinsko hlajeni
- Premer valja: 79 mm
- Hod bata: 58 mm
- Kompresijsko razmerje: 11,0:1
- Največja hitrost: 290 km/h
- Moč: 137 KM (102 kW) pri 9750 obratih
- Navor: 109,7 N·m pri 7500 obratih
- Menjalnik: 6-stopenjski
- Gume: spredaj: Bridgestone BT57-120/70 ZR17, zadaj: 180/55 ZR17
- Medosna razdalja: 1490 mm
- Dolžina motocikla: 2160 mm
- Širina motocikla: 720 mm
- Višina motocikla: 1170 mm
- Teža: 255 kg
- Kapaciteta goriva: 23 L
- Poraba goriva: 6,0 L/100 km